# Prairies, savanes et terres arbustives tempérées
Pour les articles homonymes, voir Prairie.
Localisation
Les prairies, savanes et terres arbustives tempérées forment un biome terrestre qui regroupe les étendues herbacées au climat tempéré pouvant prendre le nom de steppe, pampa ou veld selon l'endroit où elles se localisent. Le paysage naturel est celui d'une immense étendue d'herbes dont les arbres sont le plus souvent complètement absents, sauf le long des cours d'eau.

## Situation
Cet ensemble couvre de vastes superficies (plaines) souvent situé au cœur de nombreuses étendues continentales aux latitudes extrêmement grandes. Dans l'hémisphère nord, en Eurasie, la steppe se retrouve de la Hongrie (puszta de la plaine pannonienne) à la Sibérie occidentale et au Kazakhstan en passant par l'Ukraine et les rebords méridionaux de la Russie d'Europe, puis, après une discontinuité, dans le sud de la Sibérie centrale et orientale, la Mongolie et la Mandchourie. La prairie d'Amérique du Nord correspond au centre des États-Unis et du Canada, à l'est des montagnes Rocheuses. La pampa argentine et le haut veld sud-africain représentent ce biome dans l'hémisphère sud.

## Flore

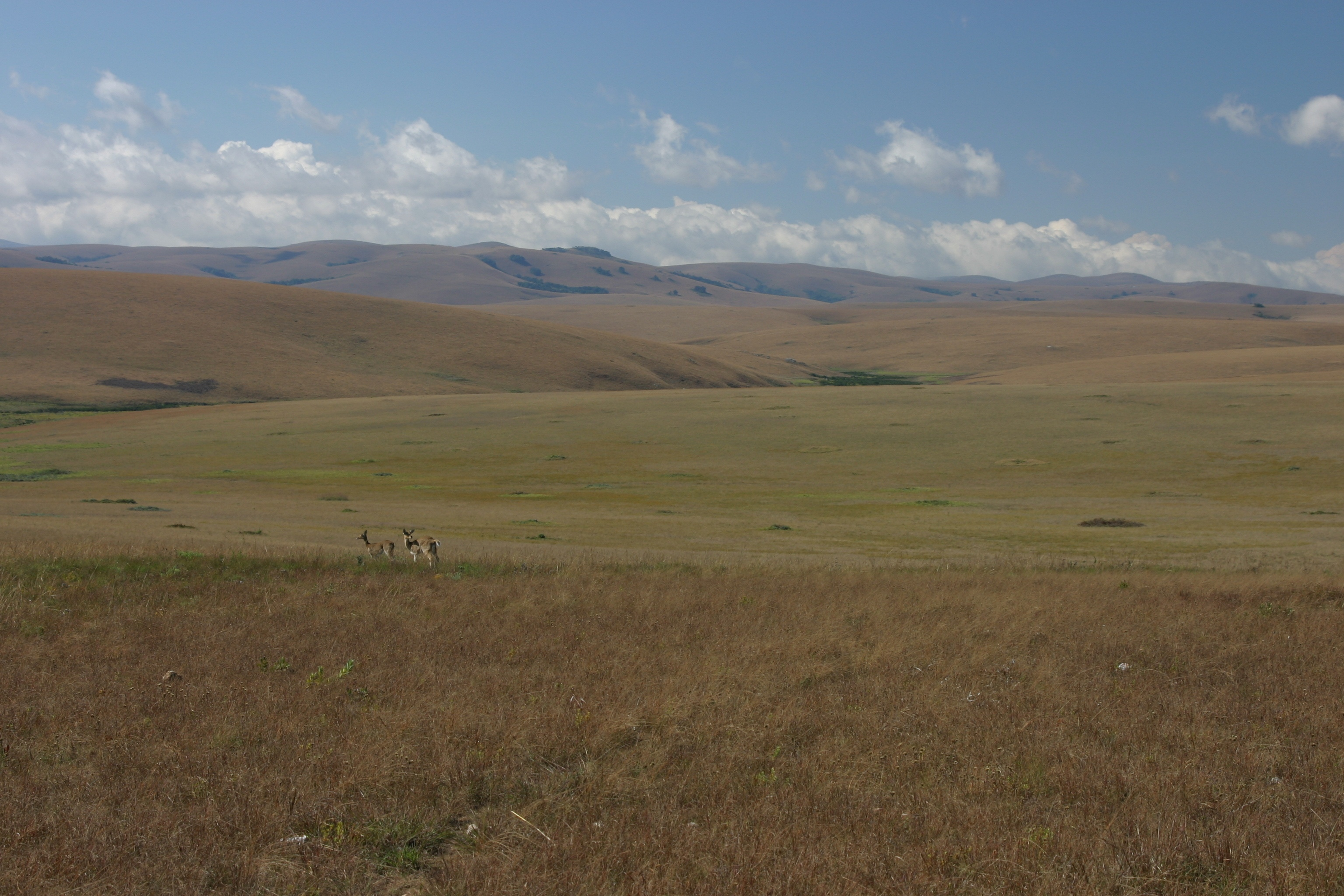
Lorsque la savane africaine s'élève sur les plateaux ou montagnes, elle peut prendre l'aspect de certaines prairies de zones tempérées de l'hémisphère nord (Ici : plateau de Nyika, Malawi).

La formation végétale des prairies est composée principalement de plantes herbacées annuelles, notamment de la famille des Poacées (ou graminées) vivaces, dont les rhizomes, les bulbes ou les tubercules peuvent se maintenir pendant de nombreuses années, souvent entre dix et vingt ans. Leur appareil superficiel présente l'aspect d'une formation continue d'herbes jointives qui poussent sous la forme de touffes ou de plaques gazonnantes. Ces graminées appartiennent à un nombre restreint de genres, une douzaine environ, dont la répartition est fonction des différences de température et de précipitations. Certains sont originaires de la zone tempérée froide comme les Agropyrum, Poa (pâturin), Stipa ; d'autres proviennent des espaces subtropicaux tels les Andropogon, Bouteloua, Panicum.
De nombreuses plantes dicotylédones, comme des Composées, des Labiées (sauges, menthes) et des Légumineuses, etc., poussent également au milieu des graminées. On les regroupe aux États-Unis sous le nom de « forbs ». Ces plantes peuvent survivre en enfonçant leurs racines pivotantes plus profondément que les graminées, jusqu'à trois ou quatre mètres sous terre au lieu d'un ou deux.

## Conditions climatiques et période végétative

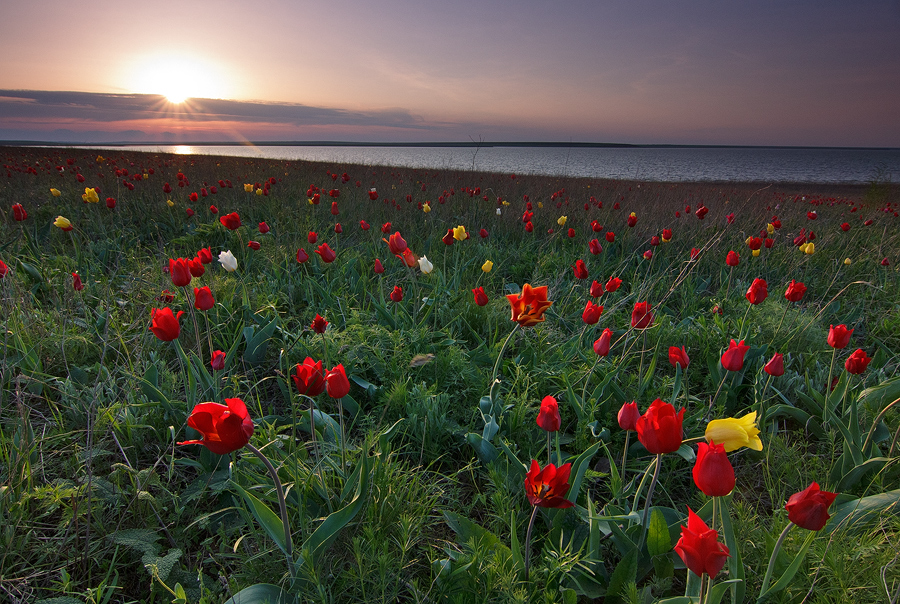
La plupart des espèces de tulipes sauvages vivent dans des écosystèmes de steppes d'Eurasie, leur centre de diversité est situé sur les contreforts occidentaux des montagnes d'Asie centrale. Ici Tulipa suaveolens, typique de la steppe européenne, dans le sud de la Russie.

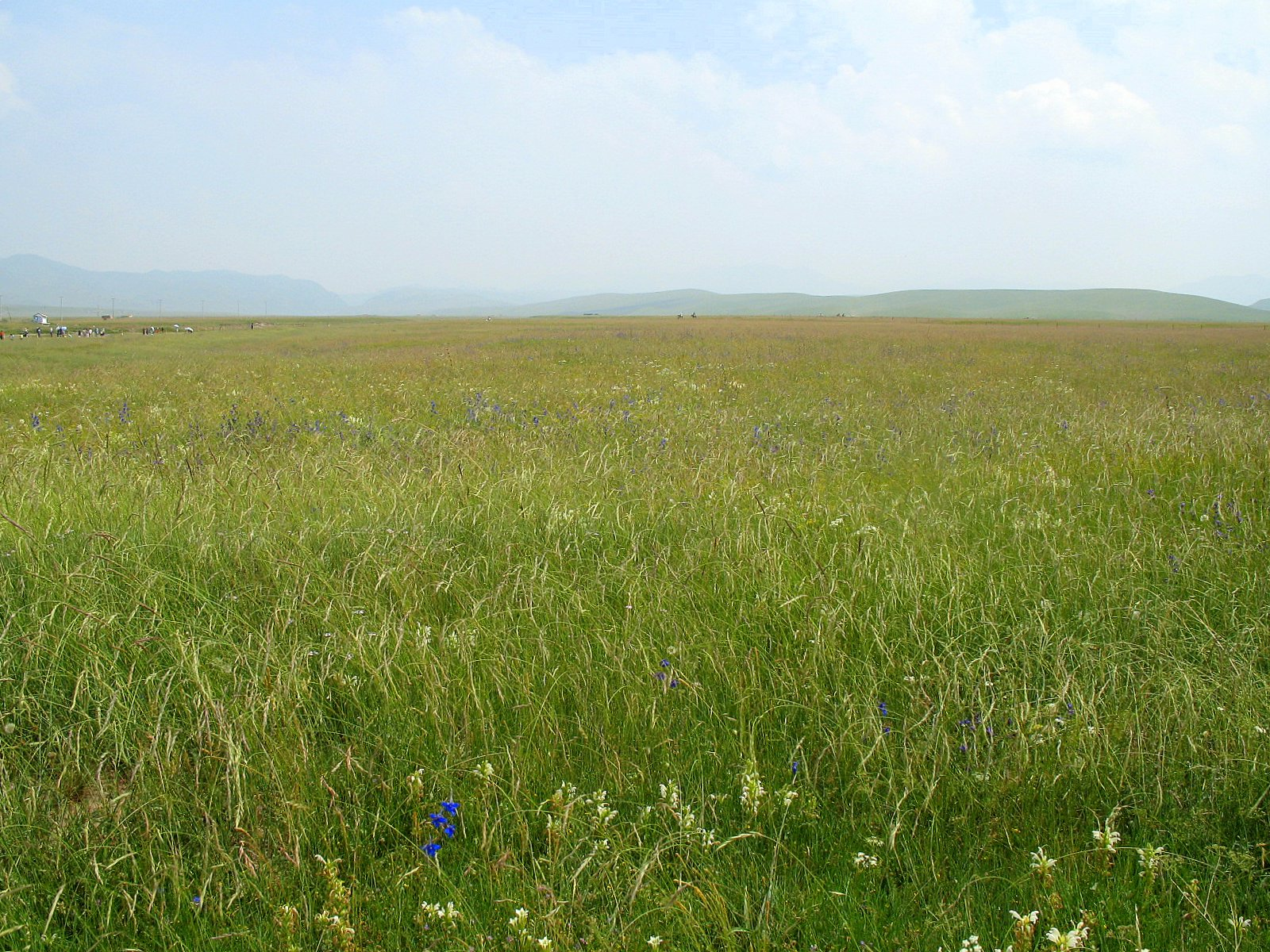
La prairie en Chine du nord, en début d'été.

Ces écosystèmes sont caractérisés par un climat tempéré à pluviométrie faible à modérée. La prairie est établie dans les régions de climat continental caractérisé par un hiver froid - quatre mois inférieurs à 0 °C à Bismarck dans le Dakota du Nord, cinq mois à Hsingan en Mandchourie, des gels journaliers pendant huit mois à Bismarck et onze mois en Mandchourie - des étés en revanche chauds avec 21 °C à Bismarck et en Mandchourie. Les précipitations ne sont guère élevées (Bismarck reçoit 394 mm annuellement, Hsingan seulement 308 mm) et se concentrent essentiellement durant la période estivale.
La période végétative est donc relativement courte et l’aspect de la prairie change considérablement selon les saisons. En hiver, l’appareil superficiel des herbes est desséché, la prairie revêt un aspect terne, gris, triste. Dans les régions continentales, le rayonnement nocturne est intense, les températures négatives (de −2 °C à −20 °C en moyenne, parfois nettement moins en absolu), le sol gèle sur plusieurs dizaines de centimètres mais les rhizomes et les bulbes résistent bien à ces conditions difficiles. Dès les premières chaleurs, au printemps, après la fonte des neiges et le dégel, les sols disposant d'une réserve d'eau, les plantes prévernales et vernales se développent rapidement et fleurissent. La prairie se découvre ainsi couverte de fleurs. Dans la steppe pontique par exemple, c'est un festival d'iris (Iris pumila), tulipes (Tulipa suaveolens, T. sylvestris), jacinthes (Hyacinthella pallasiana, H. leucophaea), pivoines (Paeonia tenuifolia), adonis (Adonis vernalis, A. wolgensis), boutons d'or, anémones (Pulsatilla sp), etc. Les graminées des espèces dominantes (comme les Andropogon ou les Stipa) se développent plus lentement et submergent progressivement les autres herbes pour former une masse dense verdoyante et homogène. De nombreuses inflorescences de plantes annuelles et bisannuelles à tiges plus élevées apparaissent à leur tour, se mêlant aux rejets de l'année des plantes rhizomateuses et vivaces. Là où il n'y a pas eu de passage de troupeaux d'herbivores venus consommer les herbes, la prairie se transforme en haute broussaille, mais dans le cas contraire, si le passage des herbivores est important, un aspect de pelouse rase sera entretenu. En été, l'eau des averses est absorbée immédiatement par les feuilles et les racines et s'avère insuffisante pour compenser la transpiration. Les herbes se dessèchent donc peu à peu après avoir permis aux organismes souterrains d'accumuler les réserves. Les graines mûrissent avant d'être relâchées. En cas de sécheresses, fréquentes d'une année sur l'autre, le risque de feux de prairie devient élevé en cette saison, et leur fréquence plus ou moins grande joue d'ailleurs un rôle important dans l'ouverture du milieu et l’absence de boisement. De nombreuses plantes favorisent les incendies assez réguliers de leurs parties aériennes, en desséchant ou en produisant parfois des essences inflammables, entretenant ainsi un biotope ouvert qui leur est favorable. En automne, la prairie se pare de teintes variées, rouge, jaune, brun... Une partie des eaux de pluie s'infiltre dans le sol, l'évaporation est en cette saison plus réduite en raison de températures plus fraîches et le sol n'est pas encore gelé.

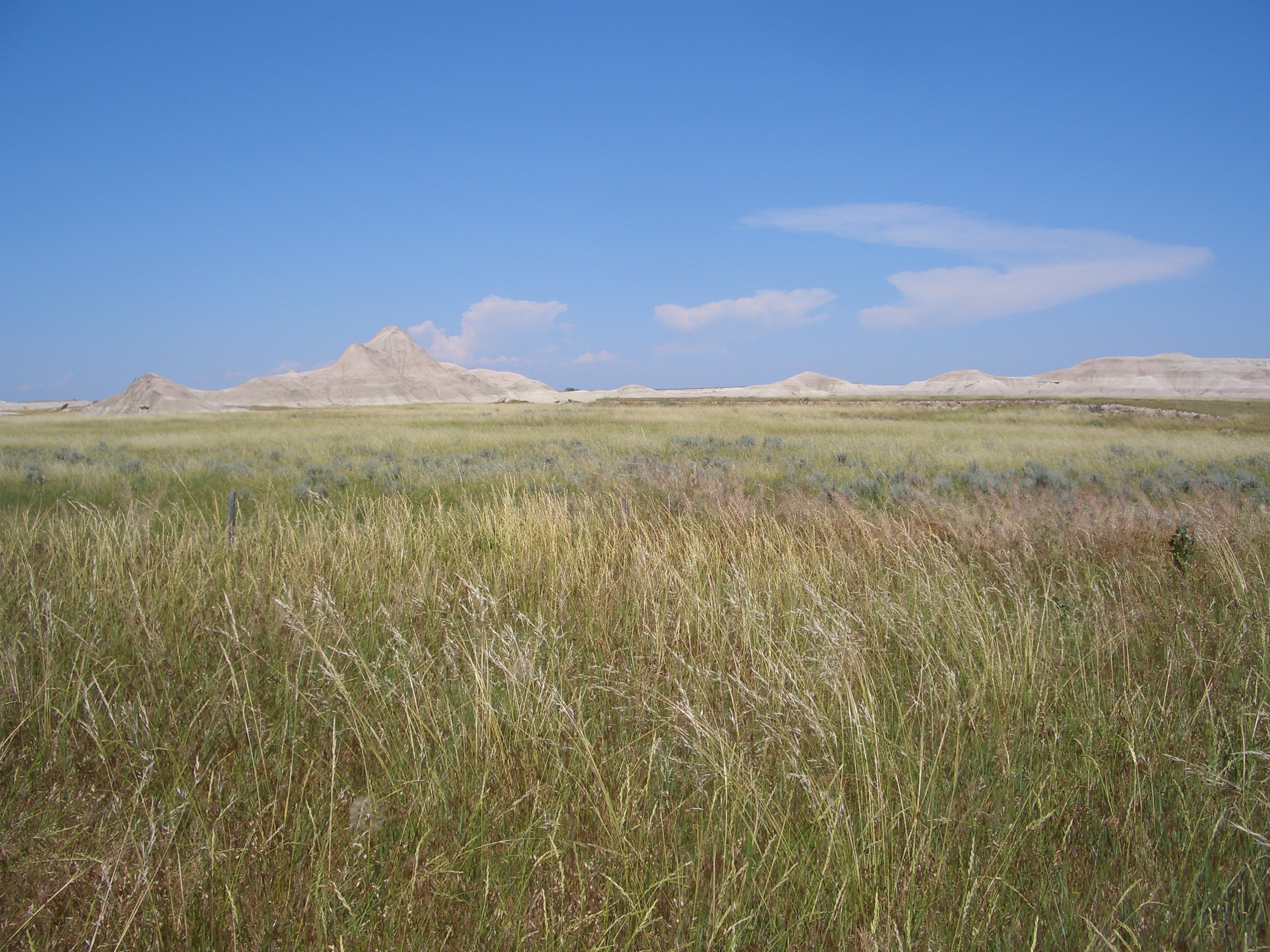
Oglala National Grassland, ancien habitat des troupeaux de bisons, en été. Nebraska, USA.

La vigueur et la densité de la végétation herbacée doit évidemment être mise en rapport avec l'abondance des précipitations annuelles. Lorsque ces dernières sont supérieures à 500 mm, la prairie est formée de hautes herbes dont la hauteur peut dépasser 2 mètres. Quand au contraire, elles sont faibles (entre 300 et 400 mm), les herbes sont plus courtes (moins de 0,50 m) et la proportion des graminées annuelles augmente. On commence à voir apparaître des buissons xérophiles, des armoises et le tapis herbacé devient discontinu, en fait on passe de la prairie à la steppe à armoises.

## Sol
Le sol typique de la prairie est le tchernoziom, c'est-à-dire la terre noire que l'on retrouve principalement dans le sud de la Russie et en Ukraine où les précipitations annuelles varient entre 350 et 400 mm. Ce chernozem convient parfaitement au type de formation végétale qu'est la prairie car :
- il est équilibré. Il n'existe pas ou peu de mouvements excessifs vers le bas qui provoqueraient le lessivage des horizons supérieurs, ni de remontées dangereuses vers la surface aboutissant à des concrétions superficielles ;
- il est riche en matière organique humifiée en raison de l'abondance des débris végétaux fournis par la prairie ;
- il est calcimorphe, c'est-à-dire qu'il y a saturation du complexe absorbant en raison de la teneur élevée en azote et en base des graminées. Le pH est d'environ 7 à 8, le rapport C/N est compris entre 8 et 10 ;
- il est profond, bien aéré, grâce au réseau dense des racines et à l'action des animaux fouisseurs, des rongeurs qui représentent les 3/4 de la faune ukrainienne, des vers de terre qui digèrent une grande partie de l'humus.

## Faune

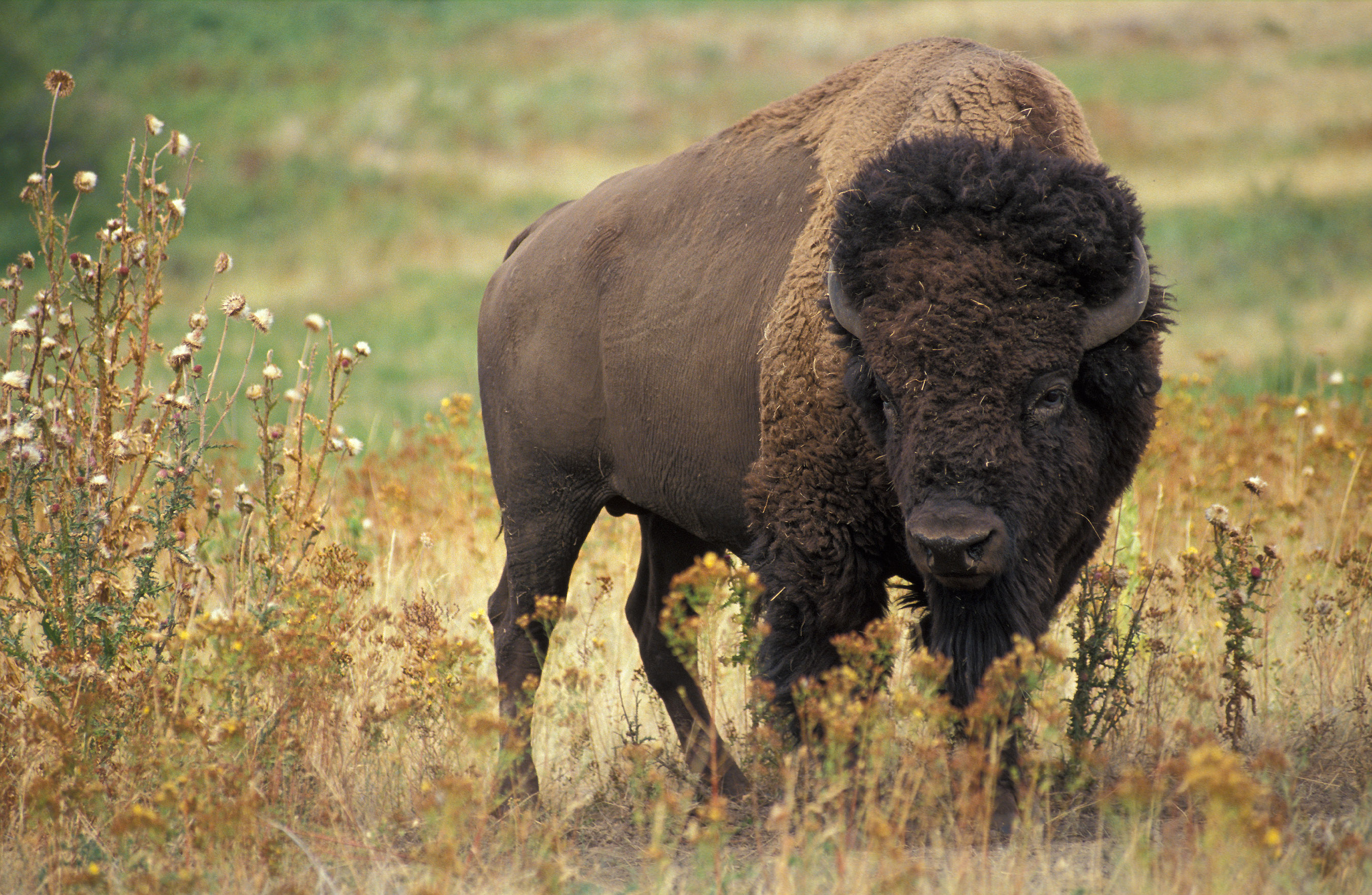
La grande prairie américaine était habitée par des millions de bisons d'Amérique du Nord qui nourrissaient autrefois les Amérindiens.

Les herbes de la prairie offrent d'importantes possibilités alimentaires pour les oiseaux. Certains insectes comme les sauterelles et les papillons y sont particulièrement abondants et diversifiés. De nombreuses espèces de rongeurs sont inféodés à ces écosystèmes et y jouent un rôle important. Mais il y avait surtout autrefois de grands troupeaux d'herbivores, qui devaient, en fonction de la période végétative, pratiquer de grandes migrations à la recherche de leur nourriture. Les steppes de Russie du sud et du Kazakhstan du nord furent le berceau de la domestication du cheval par l’Homme. Encore au début du XIXe siècle, d’immenses troupeaux de bisons (de 50 à 70 millions d'individus) se déplaçaient dans la prairie d'Amérique du Nord. Leur destruction massive qui a failli conduire à leur extinction n'a été qu'un épisode de la mise en valeur de la prairie.

## Action de l’homme

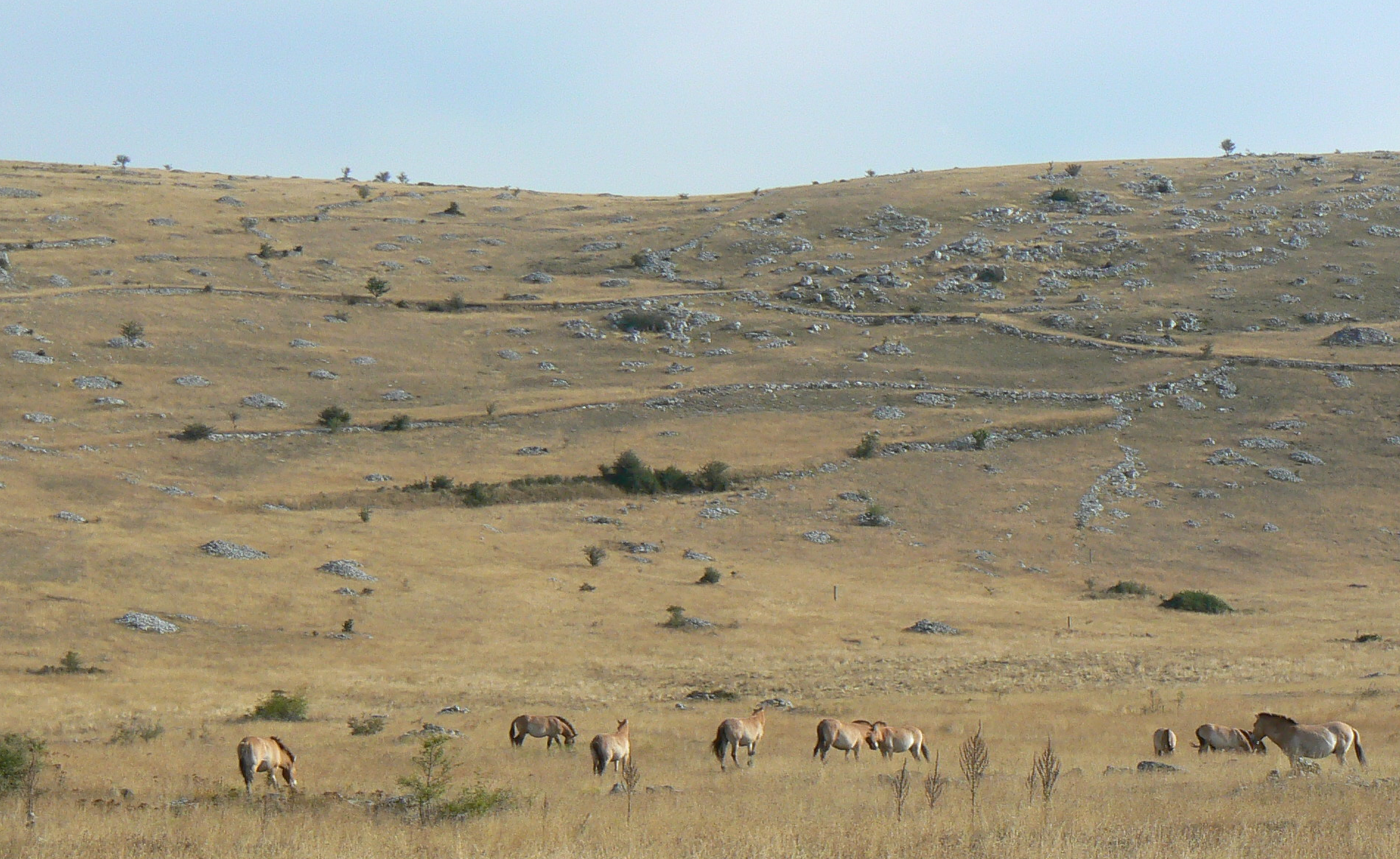
Steppe d'origine anthropique sur le Causse Méjean, en Lozère, France. Il s'agit d'anciennes prairies pastorales désormais entretenues par des chevaux de Przewalski pour tenter d'enrayer la repousse de la forêt.

Dans presque tous les lieux où les sols sont favorables et situées dans des zones planes et pas trop arides, les steppes et prairies naturelles ont généralement été défrichées pour laisser place aux grandes cultures céréalières. Le blé est en effet particulièrement bien adapté aux sols et aux climats de ce biome, bien que sa culture y est assez souvent relativement extensive avec des rendements faibles, ce qui a pour effet de multiplier la surface exploitée nécessaire. De ce fait, la majeure partie de la surface couverte par ce biome dans ses parties les moins arides a disparu. Certaines des régions agricoles les plus riches de la planète y sont situées, comme les grandes plaines céréalières d'Amérique du Nord celles d'Ukraine et de Russie, ou encore, plus anciennement, une partie du Croissant fertile sur les plateaux du Proche Orient, d'où le blé et l'orge sont originaires et ont été domestiqués au néolithique après avoir été exploités pendant des millénaires à l'état sauvage, donnant naissance à la première agriculture de l'humanité. Dans le cas d'une exploitation agricole, il y a une modification ou dégradation de la qualité des sols et des populations bactériennes, fongiques, et des capacités de puits de carbone parfois diminuées. Dans certaines régions cependant, l'utilisation de ce biome en pâturage pour le bétail a pu permettre de le préserver, bien que le régime de pâturage y est souvent différent de celui des troupeaux d'herbivores sauvages, ce qui a pour effet de transformer les communautés végétales, ou de les appauvrir fortement en cas de surpâturage. Les steppes et pairies les mieux préservées sont celles exploitées par un élevage extensif et nomade dont les modalités de transhumance sont assez proches de celles des déplacements des anciens troupeaux d'herbivores sauvages.
Inversement, des formes particulières de steppes et prairies tempérées ont pu se développer à la suite de la dégradation de forêts par l'homme dans de régions appartenant normalement, bioclimatiquement, au biome des forêts tempérées décidues et mixtes, comme dans certaines moyennes montagnes européennes aux sols pauvres et peu exploitables pour l'agriculture. Dans ce cas des communautés floristiques et faunistiques assez riches et partiellement typiques de la prairie tempérée ont pu s'y installer, après plusieurs millénaires de déforestation par l'homme et de pression sur le milieu par pâturage extensif. De nos jours, à la suite de l'abandon de l'activité pastorale, c'est paradoxalement la repousse naturelle de la forêt (la "fermeture du milieu") qui est considérée comme une menace écologique pour ces milieux, ce qui entraîne fréquemment la volonté d'entretenir ces biotopes artificiels par une gestion conservatoire fondée sur le pâturage (aides pour le maintien de l'élevage ou introduction d'herbivores semi-sauvages).

## Galerie

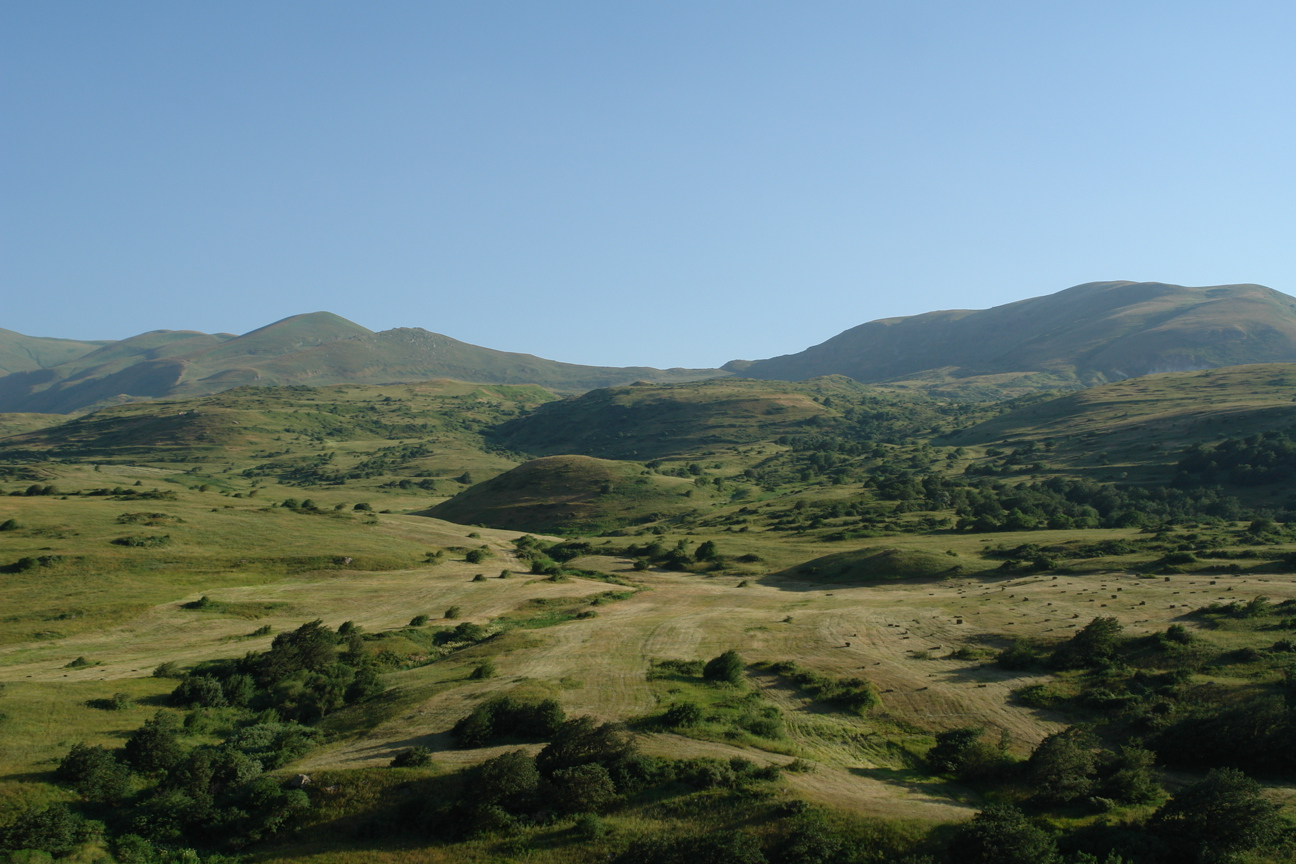
Prairie arborée en Arménie, partiellement exploitée en prairie de fauche.
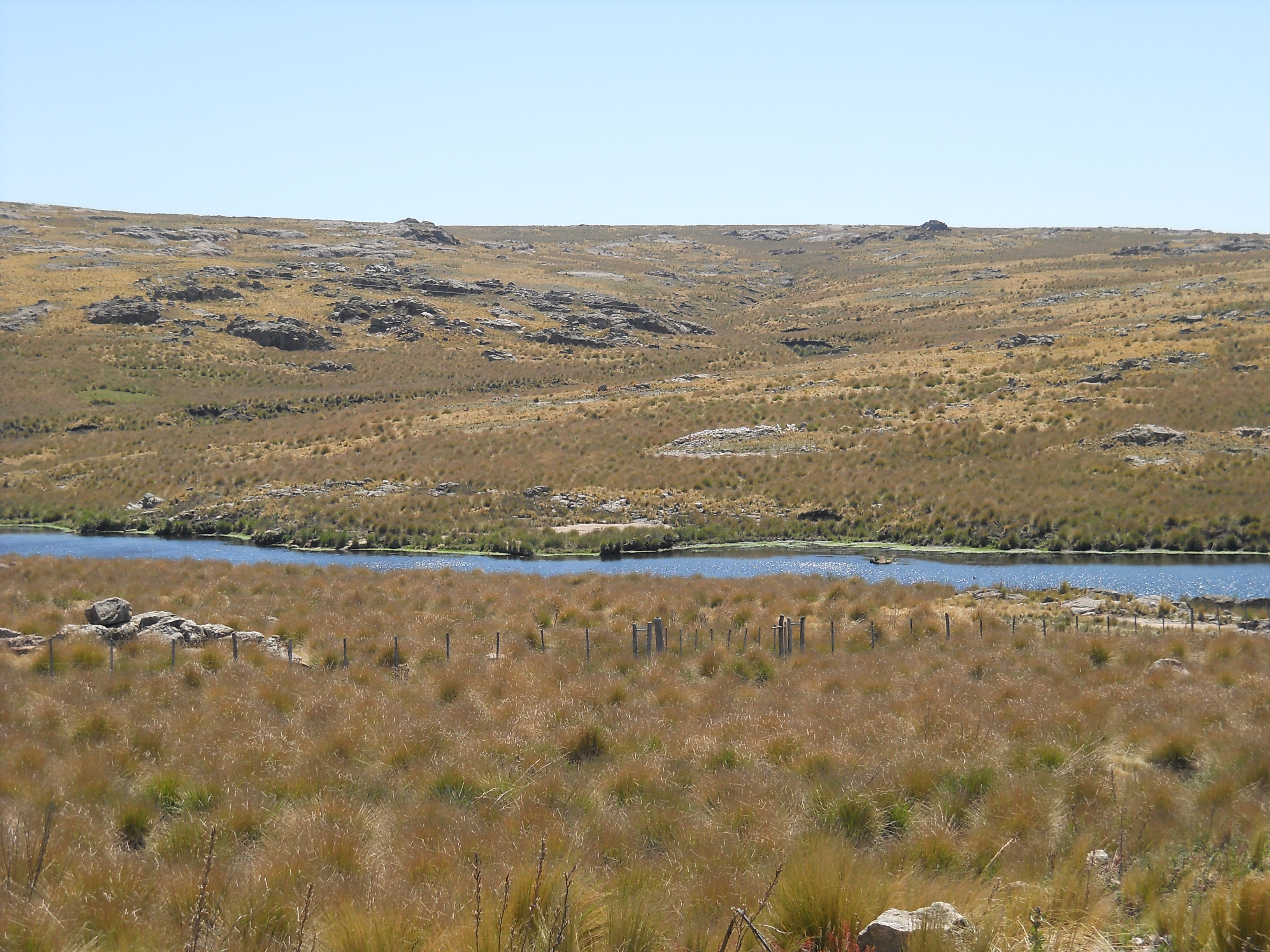
La pampa de Achala, dans le centre-nord de l'Argentine.
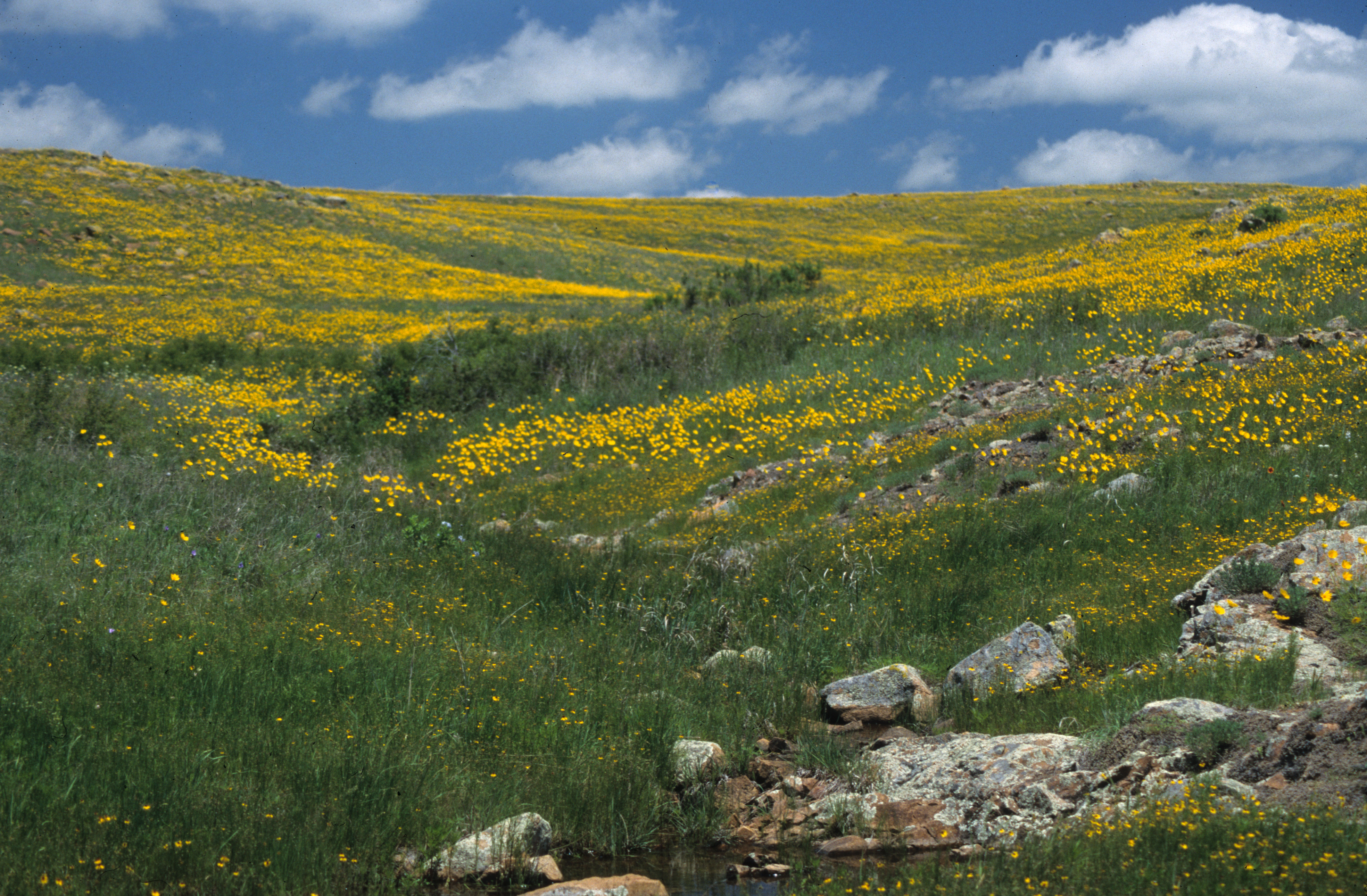
Prairie dans une réserve de l’Oklahoma (États-Unis).
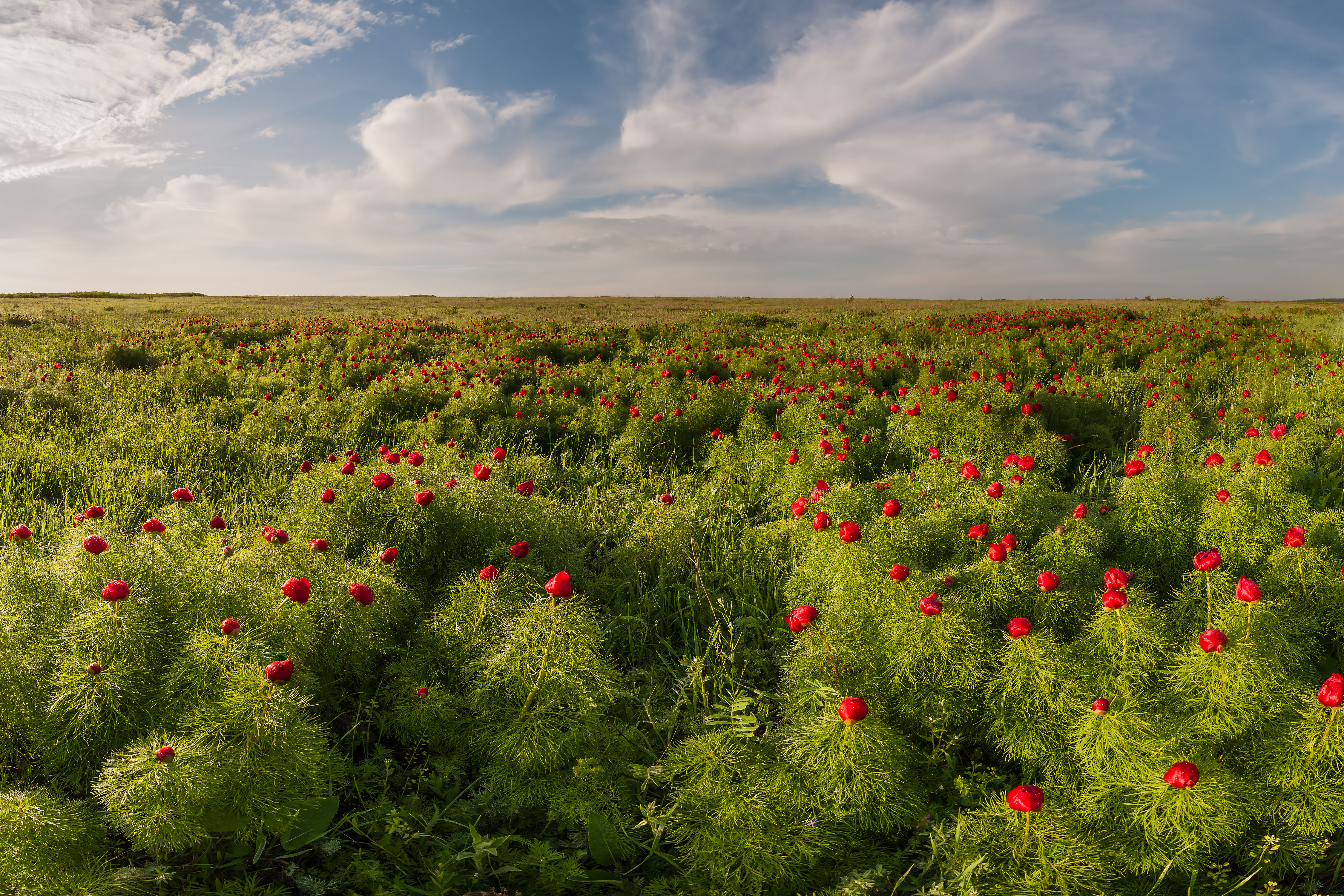
Une portion protégée de la steppe ukrainienne au printemps, fleurie de pivoines sauvages (Paeonia tenuifolia).
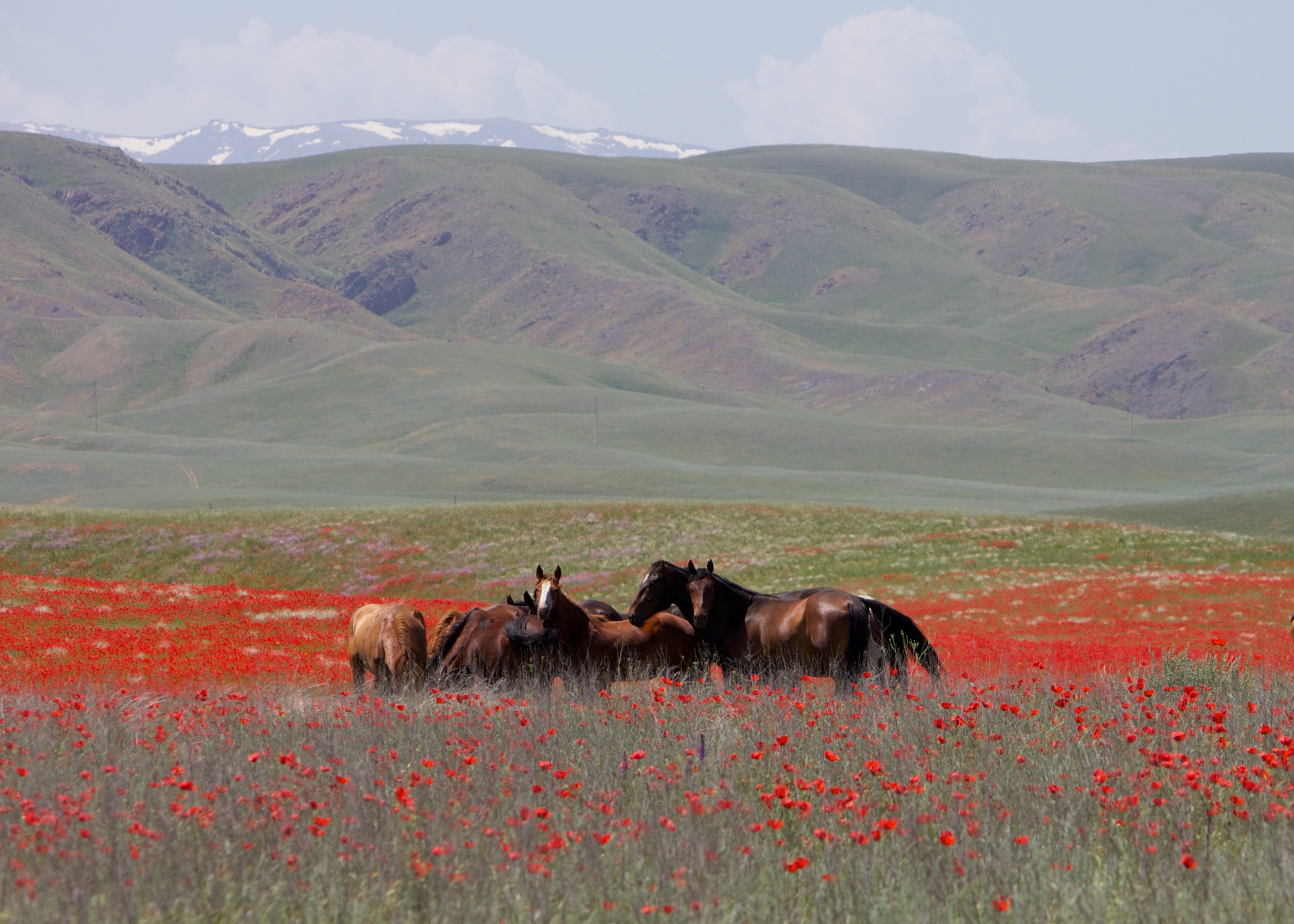
La steppe de l'est du Kazakhstan en été.
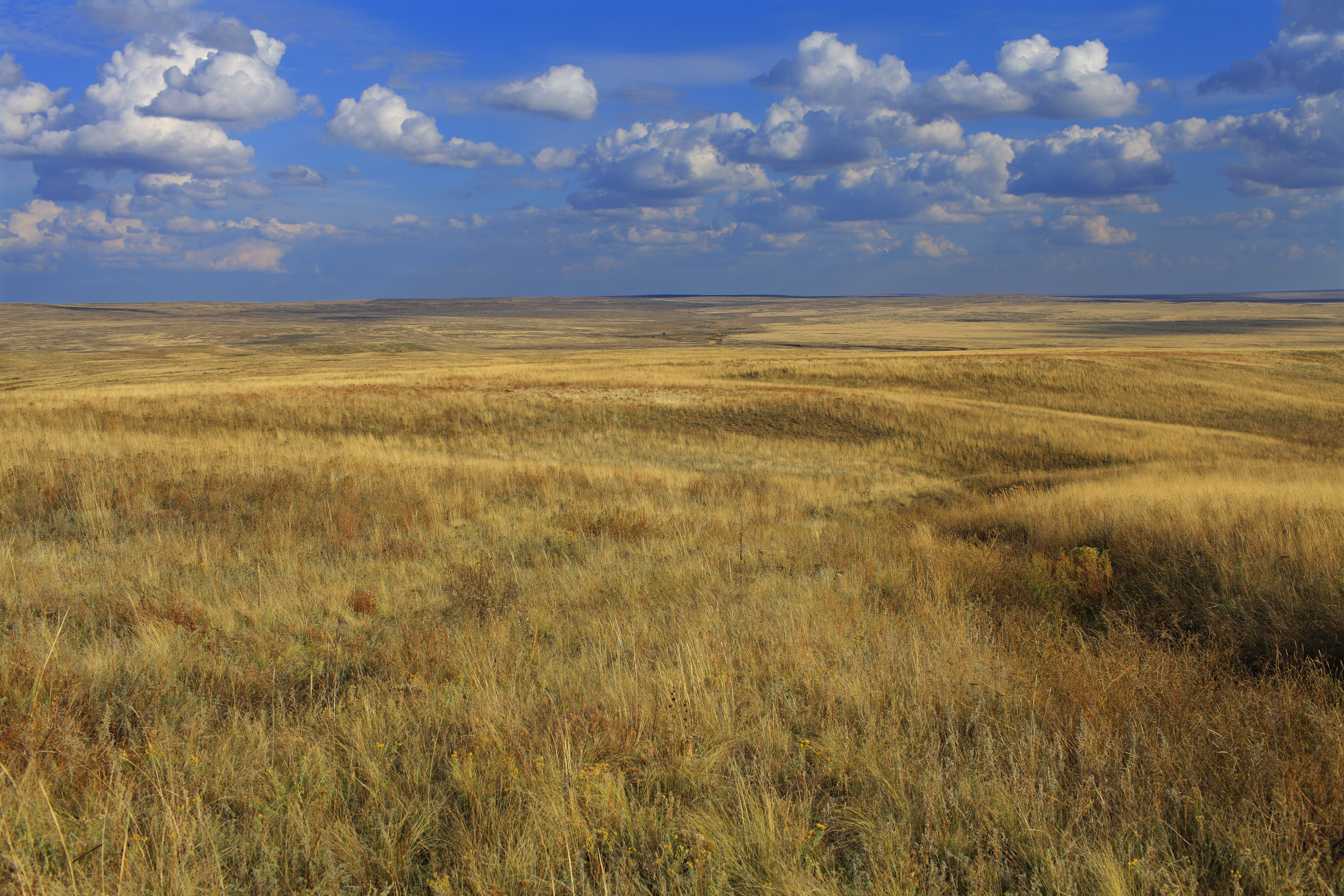
La steppe russe en automne, dans l'oblast d'Orenbourg.
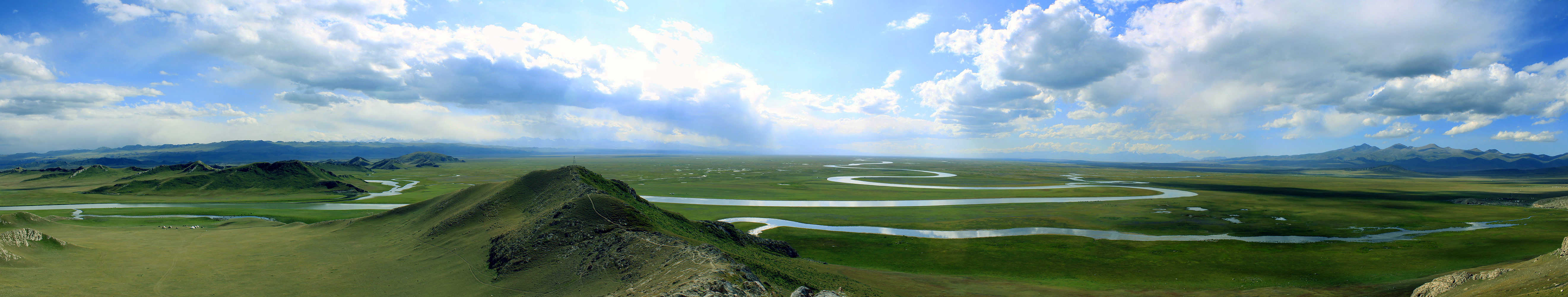
Steppe dans la préfecture de Bayin'gholin au Xinjiang.

## Listes des écorégions de prairie
| Écozone afrotropicale                                         | Écozone afrotropicale                |
| ------------------------------------------------------------- | ------------------------------------ |
| Forêts claires d'altitude d'Al Hajar et Al Gharbi (en)        | Oman                                 |
| Prairies tempérées d'Amsterdam et de Saint-Paul (en)          | Île Amsterdam, île Saint-Paul        |
| Broussailles et prairies de Tristan da Cunha et de Gough (en) | Île Tristan da Cunha, Île Gough      |
| Écozone Australasienne                                        |                                      |
| Prairies à tussacks de Canterbury et Otago                    | Nouvelle-Zélande                     |
| Mulga de l'Est de l'Australie                                 | Australie                            |
| Savane tempérée du Sud-Est australien                         | Australie                            |
| Écozone Néarctique                                            |                                      |
| Prairies de la vallée centrale californienne (en)             | États-Unis                           |
| Forêts-parcs à trembles canadiennes                           | Canada, États-Unis                   |
| Prairies mixtes centrales et méridionales (en)                | États-Unis                           |
| Forêt transitionnelle centrale (en)                           | États-Unis                           |
| Prairies d'herbes hautes centrales (en)                       | États-Unis                           |
| Savane du plateau Edwards                                     | États-Unis                           |
| Prairies d'herbes hautes des Flint Hills                      | États-Unis                           |
| Prairies des vallées et des contreforts du Montana            | États-Unis                           |
| Prairies mixtes des Sand Hills du Nebraska                    | États-Unis                           |
| Prairies mixtes du Nord                                       | Canada, États-Unis                   |
| Prairies d'herbes courtes du Nord                             | Canada, États-Unis                   |
| Prairies d'herbes hautes du Nord                              | Canada, États-Unis                   |
| Prairies palousiennes                                         | États-Unis                           |
| Prairies de Blackland                                         | États-Unis                           |
| Prairies d'herbes courtes occidentales (en)                   | Canada, États-Unis                   |
| Écozone Néotropique                                           |                                      |
| Espinal argentin                                              | Argentine                            |
| Désert du Monte                                               | Argentine                            |
| Pampa humide                                                  | Argentine                            |
| Prairies patagoniennes (en)                                   | Argentine, Chili                     |
| Steppe patagonienne                                           | Argentine, Chili                     |
| Pampa semi-aride (en)                                         | Argentine                            |
| Écozone Paléarctique                                          |                                      |
| Steppe de l'Alaï et de l'Ouest du Tian Shan                   | Kazakhstan, Ouzbékistan, Tadjikistan |
| Steppe et semi-désert de l'Altaï (en)                         | Kazakhstan                           |
| Steppe d'Anatolie centrale (en)                               | Turquie                              |
| Steppe boisée de Transbaïkalie (en)                           | Chine, Mongolie, Russie              |
| Steppe d'altitude d'Anatolie orientale                        | Arménie, Iran, Turquie               |
| Steppe de la vallée de l'Emin                                 | Chine, Kazakhstan                    |
| Prairies boréales des îles Féroé                              | Îles Féroé (Danemark)                |
| Forêts claires ouvertes des monts Hisor et Alaï (en)          | Kirghizie, Ouzbékistan, Tadjikistan  |
| Steppe boisée kazakhe (en)                                    | Kazakhstan, Russie                   |
| Steppe kazakhe                                                | Kazakhstan, Russie                   |
| Hauts plateaux kazakhs (en)                                   | Kazakhstan                           |
| Steppe du Moyen-Orient                                        | Irak, Syrie                          |
| Prairie mongole et mandchoue                                  | Chine, Mongolie, Russie              |
| Steppe pontique                                               | Moldavie, Roumanie, Russie, Ukraine  |
| Steppe intermontagneuse du Saïan (en)                         | Russie                               |
| Steppe boisée de la Selenga et de l'Orkhon (en)               | Mongolie, Russie                     |
| Steppe boisée de Sibérie méridionale (en)                     | Russie                               |
| Steppe aride des contreforts des monts Tian (en)              | Chine, Kazakhstan, Kirghizie         |